# Нектарий (Пападакис)
Митрополит Нектарий (греч. Μητροπολίτης Νεκτάριος в миру — Нектариос Пападакис греч. Νεκτάριος Παπαδάκης; 17 мая 1951, Каталагари — 15 октября 2015, Афины) — епископ полуавтономной Критской православной церкви в составе Константинопольской православной церкви, митрополит Петрский и Херронисский, ипертим и экзарх Карпатского моря.

## Биография
Родился 17 мая 1951 года в посёлке Каталагари близ Ираклиона на Крите.
В 1970 году принял монашеский постриг в монастыре святого Георгия Эпаносифи.
В 1971 году архиепископом Критским Евгением (Псалидакисом) он был хиротонисан во иеродиакона, а в 1972 году — во иеромонаха. Служил в Критской архиепископии в качестве директора благотворительного фонда.
В 1975 году окончил богословскую школу Афинского университета.
В 1977—1978 годы — генеральный архиерейский эпитроп. С 1978 по 1990 годы занимался должность протосинкелла. Он также преподавал в средних школах.
6 октября 1990 года был хиротонисан во епископа с возведением в достоинство митрополита Петрского и Херронисского.
Следуя призыву патриарха Константинопольского Варфоломея об увеличении числа клириков, имеющих турецкое гражданство, что позволяло бы в будущем участвовать в выборах патриарха Константинопольского, получил паспорт гражданина Турции.
Скончался 15 октября 2015 года в Афинах.

## Сочинения
- «Ο Αρχιεπίσκοπος Κρήτης Ευγένιος και η Εκκλησία της Κρήτης» — Εκδόσεις Ιεράς Μητροπόλεως Πέτρας και Χερρονήσου.
- «Το Λασίθι στο πέρασμα των αιώνων»
- «Κρητικόν Πανάγιον»